# Джабраилов, Эйнулла Эйнулла оглы
Эйнулла́ Эйнулла оглы Джабраи́лов (азерб. Eynulla Eynulla oğlu Dzhabrailov; 08.04.1935, Кюрдамир — 14.09.1992, Кюрдамир) — азербайджанский народный певец.

## Биография
Воспитанный в музыкальной среде Ширвана, Эйнулла Джабраилов воспринял многое от устадов-мастеров этого региона, освоил секреты мугамного и ашыгского искусства. Ему удалось объединить в своем исполнительстве особенности этих двух искусств. Э. Джабраилов с юных лет был известен в республике как профессиональный ханенде; особенно знаменательными были его совместные выступления с Ашыгом Шакиром и исполнителем на духовых инструментах Хасратом Гусейновым.
Э.Джабраилов прославился как вдохновенный исполнитель ашыгских напевов, которые сегодня прочно вошли в репертуар многих ханенде. Э.Джабраилов был ханенде, обладающий сильным голосом широкого диапазона, с красочным тембром. В Фонде АзТР хранятся записи мугамов «Раст», «Сегях-Забул», «Мирза Гусейн Сегяхы», «Чаргях» и др. в его исполнении. С 1952 года и до конца жизни Э.Джабраилов работал в Кюрдамирском районном Управлении Культуры; в то же время он активно участвовал в музыкальной жизни республики.
В 1956 и 1957 годах он стал лауреатом первого и второго фестивалей молодежи Азербайджана.

## Интересные факты
Эйнулла Джабраилов является дедушкой украинского певца Евгения Годовиченко. 